# ويليام هنري بارنوم
ويليام هنري بارنوم هو شخصية أعمال وسياسي أمريكي، ولد في 17 سبتمبر 1818 في Boston Corner, New York ‏ في الولايات المتحدة، وتوفي في 30 أبريل 1889 في ليم روك في الولايات المتحدة. نشط حزبياً في الحزب الديمقراطي.

## مناصب
- انتخب عضو مجلس الشيوخ الأمريكي [الإنجليزية]‏ عن دائرة Connecticut Class 3 senate seat ‏ وقد انضم خلال فترته النيابية [الإنجليزية]‏ (4 مارس 1877 – 4 مارس 1879) للكتلة البرلمانية الحزب الديمقراطي.
- انتخب عضو مجلس الشيوخ الأمريكي [الإنجليزية]‏ عن دائرة Connecticut Class 3 senate seat ‏ وقد انضم خلال فترته النيابية [الإنجليزية]‏ (17 مايو 1876 – 4 مارس 1877) للكتلة البرلمانية الحزب الديمقراطي.
- انتخب عضو مجلس نواب كونيتيكت ‏.
- انتخب عضو مجلس النواب الأمريكي [الإنجليزية]‏.
- انتخب عضو مجلس الشيوخ الأمريكي [الإنجليزية]‏.